# Тишко Каленикович
Тишко (Тит) Каленикович (пом. межи 1497 й 1499) — руський боярин другої половини XV століття. Родоначальник Тишкевичів, онук Каленика Мишковича по лінії сина-тезки, згадуваного джерелами в 1457/58–88 роках.  
Мав братів Окушка (зг. у 1480–1500 рр. як житомирський боярин, звягельський намісник, а відтак при королівському дворі), Гетовта, Дебря й, либонь, Івана. Сестра — їй приписують ім'я Євфимія — вийшла заміж за Романа Івашковича. 
В кінці 1486 року одержав у винагороду 5 коп грошей з київської митні за службу при дворі великого князя. Либонь, саме він названий у листі Казимира Ягеллончика воєводі Юрію Пацевичу від 22 травня 1487, яким господар підтвердив «Тишку якомусь» право на держання землі в київському повіті на умовах служби (раніше ця земля належала такому собі Карпу Лупандичу, доки той не «побіг до Волох»).
Шимон Окольський та інші укладачі польських гербівників приписали нобілю низку фіктивних титулів, таких як гетьман і воєвода землі київської й староста переяславський.

### Родина
Т. Каленикович мав п'ятьох дітей, які за зменшувальною формою імені батька стали кликатись Тишковичами, а пізніше Тишкевичами:
- Борис (пом. після 1499), був жонатий із Милохною, сестрою військового ватажка Остафія Дашковича, дітей не лишив[10]; отчинне село Тулюбле й «іменья» Ірову на р. Уборті в Олевській волості продав кн. Богдану Глинському.
- Лев (Дмитро), дворянин господарський, одруживсь з Феклою N;
- Гаврило (пом. після 1557), дворянин господарський, пошлюблений з Анастасією Іванівною Сапегою, яка народила йому 4 синів[6];
- Михайло, дворянин господарський, побравсь з Софією Яциничівною;
- Василь, черкаський і канівський намісник, маршалок господарський, мінський і пінський староста, підляський і смоленський воєвода, одружений з Олександрою Семенівною Чорторийською;

Вочевидь, у Тишка були дві дружини. Одна із них — Ганна, матір Бориса і Льва, як зазначає литовський історик Еймантас Гудас.

## Завваги
1. ↑  Його ім'я вперше подибується у грамоті вел. кн. Олександра від 19 березня 1497, якою той пожалував Дебрю та ще трьом київським боярам ряд сіл в Київському та Путивльському повітах. Дідичним же володінням Калениковича слугувало с. Слободище. Він був одружений з Анастасією, матір котрої, на думку історика Генрика Люлевича, походила з роду кн. Яголдаєвичів і в шлюбі могла мати прізвище Єльцівна. Після захоплення Путивля московитянами в 1500 р. дружина з якихось причин залишилась на Сіверщині[1]. Переписка Василія III та Сигізмунда I (1511) свідчить, що Дебр добивався її повернення[2]. В пізнішій родовій традиції боярин фігурує під ім'м Боніфацій[3]. По собі він зоставив дочку Федю, яка разом з матір'ю, майбутньою ігуменею, переїхала в Полоцьк й вийшла заміж за Тишка Івановича Биковського[4].
2. ↑  Був одружений з Настасією Зенківною, якій записав Чортолісці й Сільце в Житомирському повіті на р. Тетереві. По його кончині вона продала їх за 100 коп широких грошей Костянтину Острозькому (21 липня 1513)[5], пізніш їх викупив брат Василь.